# HZPC Holland
HZPC Holland BV is een Nederlands bedrijf gespecialiseerd in de veredeling, productie en de afzet van pootaardappelen en heeft haar hoofdkantoor in Joure.
Dit pootgoedbedrijf is in 1999 opgericht door de fusie van Hettema BV en BV De ZPC (de Zaaizaad en Pootgoed Coöperatie). De geschiedenis van het bedrijf gaat terug tot 1898, toen werd het handelshuis voor internationale export van pootaardappelen Hettema opgericht door Hette Tjitzes Hettema en zijn vrouw Antje Fokkes van der Meer. De kernactiviteiten van HZPC zijn het kweken van nieuwe aardappelrassen en de export van pootgoed naar meer dan 95 landen. HZPC is de grootste Nederlandse exporteur van pootaardappelen.
De productie van HZPC was in 2020 goed voor ongeveer 900.000 ton aardappelen. HZPC realiseerde over het boekjaar 2019/2020 een totale omzet van € 361.000.000.
HZPC heeft in de loop der jaren de aandacht verlegd van handelsactiviteiten naar het kweken van nieuwe rassen.

## Internationale vestigingen
Het bedrijf heeft vestigingen in 16 verschillende landen; 
- Nederland
- Duitsland
- Canada
- Spanje
- Frankrijk
- Italië
- Polen
- Portugal
- België
- India
- Argentinië Chili
- China
- Finland
- Rusland
- Verenigd Koninkrijk.